# Градек-у-Неханиц
Градек-у-Неханиц — замок XIX века в районе Градец-Кралове Краловеградецкого края Чехии. Расположен на холме в восьмистах метрах к северо-западу от деревни Градек и в 2,8 км к юго-востоку от города Неханице. На расстоянии 11,5 км к востоку от замка находится районный центр Градец-Кралове.

## История
В глубину веков уходит история двух населённых пунктов, поблизости от которых возведён замок. Первое упоминание деревни Градек относится к 1377 году. Первое письменное сообщение о Неханице датируется 1228 годом.
Основатель замка Франтишек Гаррах, полное имя Франтишек Арношт Гаррах (чеш. František Arnošt Harrach), является представителем чешского знатного графского рода Гаррахов и отцом известного политика и мецената Яна Гарраха. Путешествуя по Англии вместе с князем из рода Шварценбергов Яном Адольфом, граф Франтишек Гаррах под впечатлением от английской архитектуры заинтересовался неосуществлённым проектом реконструкции замка Crewe Hall в стиле тюдоровской неоготики для чеширского графства. Его автором был британский архитектор Эдвард Бактон Лэмб (1805—1869), предоставивший свой проект в качестве образца для создания в Чехии фамильной летней охотничьей резиденции Градек-у-Неханиц. Строительные работы возглавил молодой австрийский зодчий Карл Фишер (1817—1856), видоизменивший общий план и предложивший дизайн интерьеров замка.
Над оформлением внутренних помещений трудились в течение четырёх лет 36 резчиков по дереву. В дополнение к этому в замок были доставлены предметы антиквариата из Италии и Австрии. Граф Франтишек Гаррах, посещая распродажи старинных европейских имений, приобретал подлинные паркеты и кессонные потолки, мраморные порталы каминов и роскошные обои, скупал антикварные ценности.
Параллельно со строительством замка шло преобразование примыкающей к нему местности в английский парк, включающий луга и леса с деревьями — лиственными, хвойными, экзотическими. Часть лесов отвели под заповедник, где разводят фазанов, выделили также большое поле для игры в гольф.
Замок представляет собой двухэтажное здание с выступами и двумя симметричными крыльями. Западное крыло включает часовню Святой Анны, на восточной стороне расположены экономические и административные здания, а также театр. Внутри замка были воссозданы интерьеры эпохи раннего ренессанса.
В 1866 году здание использовалось как военный лазарет для раненых участников Семинедельной войны. В это тяжёлое время замок посетил кронпринц Альберт Саксонский.
В 1945 году Градек-у-Неханиц был резиденцией генерал-майора И. П. Говорова, начальника одной из армий Украинского фронта Красной Армии. После войны замок национализировали на основе декретов Бенеша и с 1953 года в статусе музея открыли для общественности. Национальным памятником чешской культуры замок Градек-у-Неханиц официально объявили в 2001 году.
|                |  |                |  |                |
| Фото 2004 года |  | Фото 2006 года |  | Фото 2008 года |

Реставрация Градека-у-Неханиц проводилась неоднократно. Несколько лет замок был жёлтого цвета. При очередном ремонте восстановили первоначальный красный цвет. Красный замок — это второе популярное название Градека-у-Неханиц.
В современном замке-музее для посетителей открыт доступ в картинную галерею и библиотеку из 5500 томов. В программу осмотра включены: собрания охотничьих трофеев графа, коллекции мейсенского фарфора и богемского стекла с Гарраховского стеклозавода, Рыцарский и Золотой залы, рабочий кабинет, салоны, графские покои. В часовне Святой Анны проводятся венчания. В Градеке-у-Неханиц сохранились уникальные собрания деревянной мебели, настенных панелей, разнообразных предметов быта.
Помимо регулярных общих экскурсий в замке существует специальная образовательная программа для учащихся начальных и средних школ.

## Легенда
Франтишек Арношт Гаррах любил сидеть в старинном кресле-качалке с мягкой спинкой и подставкой для ног, которое стоит в неоготическом салоне замка. Согласно преданию, именно сидя в нём граф встретил свой смертный час. Местные старожилы рассказывают легенду о «погребальном кресле» — усталого человека, севшего в него, одолевает сонливость и он может остаться в кресле навсегда, если вовремя не позовёт на помощь. По легенде, в тёмное время суток дух графа Гарраха появляется из стены замка, чтобы посидеть в любимом кресле, мечтательно глядя в окно. Посетители музея не могут проверить эту легенду, так как вход в помещения замка строго запрещен в тёмное время суток.

## Галерея интерьеров
|  |  |  |  |  |
|  |  |  |  |  |

|  |  |  |  |  |  |  |  |
|  |  |  |  |  |  |  |  |

## В фильмах и телесериалах
Многие фильмы и телесериалы снимались в замке Градек-у-Неханиц. Среди них: чешский фильм (1964) «Покушение», американский (2001) «Из ада», чешско-англо-немецко-датско-итальянский (2001) «Зияющая синева» и так далее.
- Génius — USA, seriál, r. Kenneth Miller, Minkie Spiro, hrají Geoffrey Rush, Emily Watson… (2017)

- Letci — Rusko, celovečerní film, r. Kirill Kuzin (2011)

- Post bellum — ČT, r. Jaroslav Brabec, hrají Hana Maciuchová, František Němec, Braňo Holíček a další (2009)

- Fišpánská jablíčka — ČT, r. Dušan Klein, hráli Vojtěch Kotek, Filip Tomsa, Libuše Šafránková… (2008)

- Andělská tvář — ČR, r. Zdeněk Troška, hl. role Michaela Kuklová a Jiří Pomeje (2001)

- Help for you (z cyklu Černí andělé) — ČT, r. Petr Slavík, hráli Saša Rašilov, Petr Kostka, Rudolf Hrušínský ml. a další (2001)

- Elixír a Halíbela — ČT, r. Dušan Klein, hráli Naďa Konvalinková, Jan Hartl… (2000)

- From Hell (Z pekla) — USA, r. Albert a Allen Hughes, hl. role Johnny Depp (2000)

- Tmavomodrý svět — ČR, r. Jan Svěrák, hl. role Onřej Vetchý a dále hráli Kryštof Hádek, Oldřich Kaiser, Tara Fitzgerald, Linda Rybová… (2000)

- Maigret u bohatých — Francie, r. Denys Granier-Deffere, hl. role Bruno Cremer (1999)

- Láska v kalužích krve (Jack Rozparovač) — VB, r. Williem Tannen, hl. role Emily Raymond, Paul Rhys a dále Fay Dunaway a Malcom Mc Dowell (1998)

- Panství — ČR, r. Ken Berris, hl. role a produkce Martin Dejdar (1998)

- Milenec Lady Chatterleyové — ČR, r. Viktor Polesný, hl. role Zdena Studénková a dále Boris Rösner, Hana Maciuchová, Marek Vašut…(1997)

- Mandragora — ČR, r. Wiktor Grodecki, hl. role Miroslav Čáslavka (1996)

- Deset století architektury — ČR, r. Ján Sebechlebský (1996)

- Korunované hlavy — 1. díl televizního seriálu, Francie (1995)

- O poklad Anežky České — ČST, r. Antonín Vomáčka, hráli Petr Nárožný, Jitka Smutná a dále Lucie Pšeničková, Jaroslav Plesl (první herecká role!), Tomáš Holub… (1995)

- Anička s lískovými oříšky — ČR, r. Aleš V. Horal, hráli Kristina Jelínková, Linda Rybová, Jan Čenský… (1993)

- Jenny Marx — Francie, r. Michel Wyn, hl. role Carlo Brandt, další role Marek Vašut, Karel Roden.. (1993)

- Kronika mladého Indiana Jonese — USA, r. Nicolas Roeg (1991)

- Dobrodružství kriminalistiky III. — seriál ČST, r. Antonín Moskalyk (1991)

- Náhrdelník — seriál ČST, r. František Filip, hl. role Libuše Šafránková (1990)

- Osudná láska barona Leisenborga — Francie, r. Edouard Molinaro, hl. role Michel Piccoli a dále Anouk Aimee a Friedrich von Thun (1990)

- Případ Bocarmé (ze seriálu Století detektivů) — FS Koliba SR, SRN, r. Erwin Keusch, (1988)

- Vlci z Willoughby Chase — VB, r. Stuart Orme, hráli Mel Smith, Geraldine James, Richard O’Brien, Jane Horrocks, Jiří Lábus… (1988)

- Gottwald — seriál ČST, r. Evžen Sokolovský, hráli Jiří Štěpnička, Jan Teplý st., Ladislav Lakomý… (1986)

- Letní pohádka — ČSSR, TV inscenace, r. Vlasta Janečková, hlavní role Tereza Pokorná (1984)

- Putování Jana Ámose — ČSSR, r. Otakar Vávra, hráli Ladislav Chudík, Jana Březinová, Marta Vančurová… (1983)

- Princ a Večernice — ČSSR, r. Václav Vorlíček, hráli Vladimír Menšík, Juraj Ďurdiak, Libuše Šafránková… (1978)

- Neviditelné hledí — NDR, TV seriál, r. ?, hl. role Armin Mueller-Stahl (1973)

- Jana Eyrová — seriál ČST, r. Věra Jordánová, hráli Marta Vančurová, Jan Kačer, Radoslav Brzobohatý… (1972)

- Touha Sherlocka Holmese — ČSSR, r. Štěpán Skalský, hráli Radovan Lukavský, Václav Voska, Vlasta Fialová… (1971)

- Psíčci Lorda Carletona — ČST, r. Jiří Krejčík, hráli Juraj Herz, Miloš Kopecký, Marie Drahokoupilová… (1970)

- Kulhavý ďábel — ČSSR, r. Juraj Herz, (1968)

- Hotel pro cizince — ČSSR, r. Antonín Máša, hráli Petr Čepek, Táňa Fischerová, Josef Somr, Jiří Hrzán… (1966)

- Atentát — ČSSR, r. Jiří Sequens st., hráli Radoslav Brzobohatý, Rudolf Jelínek, Ladislav Mrkvička… (1964)